# Christina Juhl Johansen
Christina Juhl Johansen (født 17. juli 1992 i Tommerup Stationsby) er en dansk roer, der ved VM i roning 2017 sammen med sin makker Lærke Berg Rasmussen debuterede som duo ved VM og vandt bronze i deres bådtype, toer uden styrmand. Hun stiller op for Danske Studenters Roklub i København.

## Opvæskt
Juhl Johansen er opvokset i Tommerup Stationsby, og gik på Giersings realskole. Derefter tog hun studentereksamen på Odense Tekniske Gymnasium, hvor hun sluttede i sommeren 2012. Herefter læste hun Mar A på HF i 3 måneder, inden hun i 2013 startede med at læse kemi og bioteknologi på Syddansk Universitet i Odense. Året efter flyttede hun studiet til Danmarks Tekniske Universitet (DTU).

## Roning
I marts 2010, da Christina Juhl var 19 år gammel, gik hun i 1.G på Odense Tekniske Gymnasium, og roede i Odense Roklub, var hun igennem grundige tests hos Dansk Forening for Rosport og Team Danmark. Disse tests gjorde at Juhl Johansen blev tilbudt at blive eliteroer.
I sommeren 2014 flyttede hun til København, for at komme tættere på træningsfaciliteterne på Bagsværd Sø og hos Team Danmark. Samtidig blev hun medlem af Danske Studenters Roklub.
Da Anne Dsane Andersen efter Sommer-OL 2016 indstillede karrieren, skulle der findes en ny makker til Lærke Berg Rasmussen i den danske båd, toer uden styrmand. Her blev Christina Juhl Johansen valgt, og den danske duo vandt sølv ved EM i roning i maj 2017. Dette var deres første internationale finale-optræden i samme båd. Ved VM i roning 2017 i september vandt de bronzemedaljer.